# System umundurowania M65

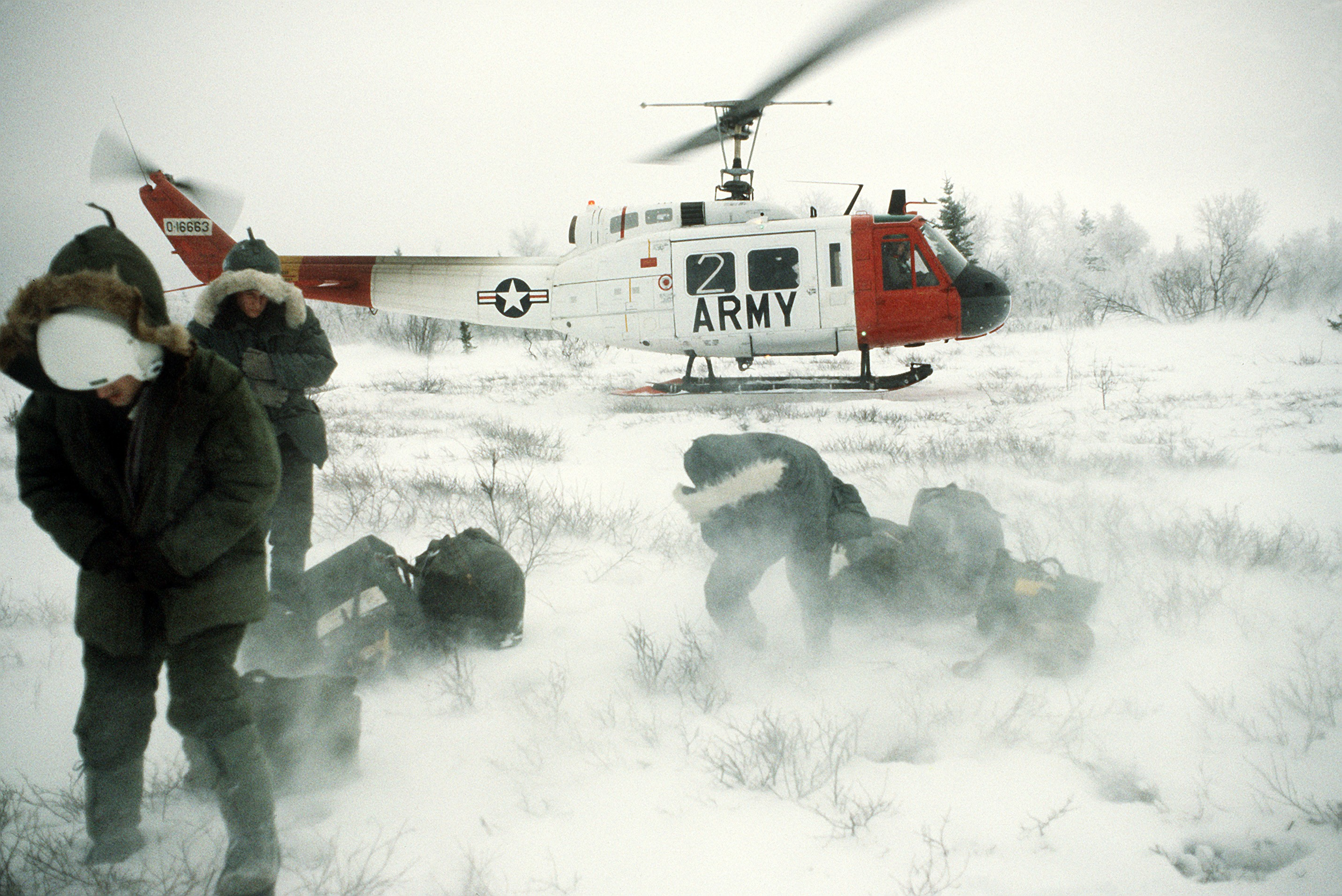
Żołnierze w parkach M65. Rok 1983

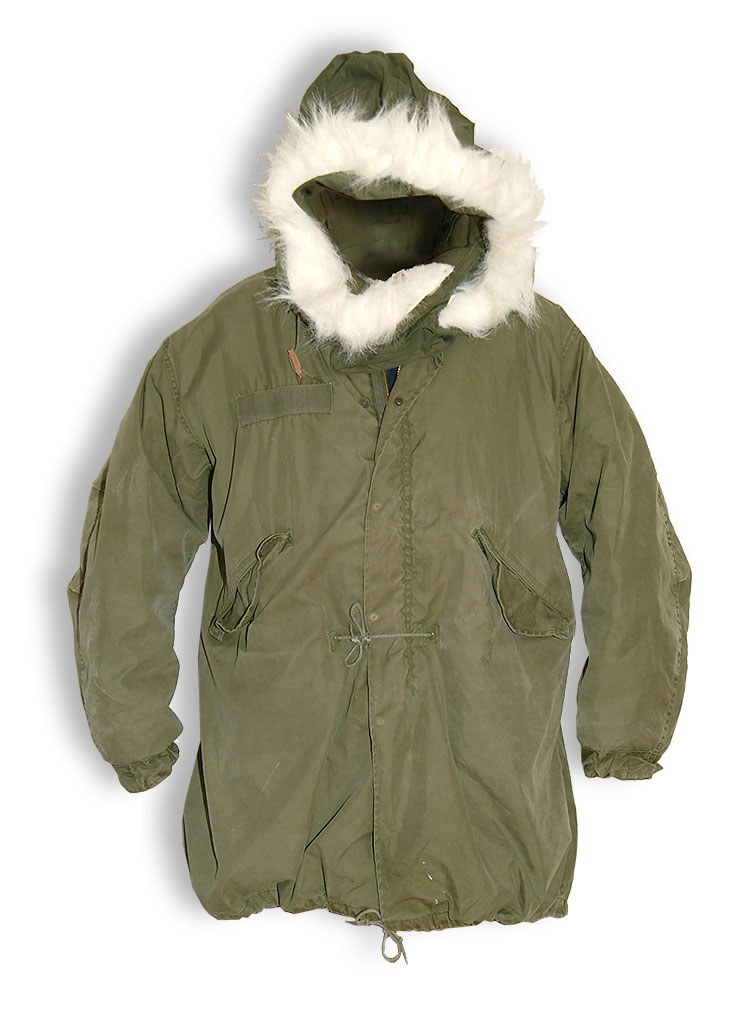
Parka M65 z przypiętym kapturem

System umundurowania M65 – system umundurowania zimowego Sił Zbrojnych USA. Następca systemu M51.
System zimowego umundurowania M65 wprowadzono do Sił Zbrojnych USA w latach 60. XX wieku, zastępując starszy system M51. W systemie M65 po raz pierwszy masowo zastosowano materiały sztuczne, dzięki czemu zmniejszono masę poszczególnych sortów oraz zwiększono ich wytrzymałość. Ponadto zwiększono ergonomię i wygodę ich użytkowania. System M65 cieszył się dużą popularnością i był lubiany przez żołnierzy. Elementem szczególnie popularnym stała się kurtka z systemu M65, która stała się elementem kultury masowej. Mimo zastąpienia systemu M65 systemem ECWCS w latach 80. XX wieku produkcja niektórych elementów trwała do początku XXI wieku.

## Historia
Prace nad systemem M65 rozpoczęto w roku 1963, a oficjalnie został on wprowadzony w roku 1966. Został on bezpośrednim następcą systemu M51. 
W stosunku do poprzednika masowo użyto włókien sztucznych w miejsce materiałów naturalnych. W ten sposób mundury stały się mocniejsze i mniej podatne na warunki atmosferyczne. Ostatecznie zdecydowano się na zastąpienie bawełny mieszanką bawełny i nylonu w stosunku 50%/50% (tzw. NYCO) jako materiału na zewnętrzne powierzchnie mundurów. Nowy materiał był znacznie wytrzymalszy od czystej bawełny, jednocześnie o większej wodoodporności i mniejszej masie. Jednakże w pewnym stopniu ograniczał „oddychalność” w stosunku do czystej bawełny. W przypadku umundurowania zimowego miało to jednak małe znaczenie.
W stosunku do poprzedników radykalnej zmianie uległy także podpinki. Zamiast ciężkich, wykonanych ze sztucznej wełny użyto lekkie wykonane z nylonu z wypełnieniem z poliestru. Inną zmianą było użycie taśm velcro oraz nowych guzików, co ułatwiło operowanie nimi w rękawicy. Ponadto zastosowano linkę gumową w bawełnianym oplocie w miejsce zwykłych linek bawełnianych. Elastyczne linki poprawiły komfort użytkowania.
Z biegiem lat w elementach umundurowania M65 wprowadzano kolejne zmiany, polegające głównie na stopniowym zastępowaniu materiałów naturalnych sztucznymi.
Umundurowanie M65 było jednym z najdłużej produkowanych wzorów umundurowania. System M65 rozpoczęto wycofywać z jednostek pierwoszoliniowych po wprowadzeniu nowszego systemu ECWCS, gdzie zastosowano kurtki i spodnie z membraną Gore-Tex. Ostatnie kontrakty na kurtki M65 w wariantach kamuflażowych pochodzą z roku 2005.
System M65 został ostatecznie zastąpiony przez ECWCS w roku 2009.

## Skład systemu M65
W skład systemu M65 weszły następujące elementy:
- bielizna (koszula i kalesony)
- koszula i spodnie wełniane (pochodzące z systemu M-51)
- kurtka polowa wraz z dopinaną podpinką nylonową
- spodnie polowe z dopinaną podpinką nylonową
- parka z dopinaną podpinką nylonową
- kaptur dopinany do parki lub kurtki
- rękawice arktyczne
- rękawice strzeleckie
- czapka zimowa pod hełm („podhełmówka”)
- narzutki maskujące w kolorze białym (parka i spodnie z podpinką)

### Bielizna M65
Bielizna systemu M65 składa się z dwóch elementów: koszuli oraz kalesonów. Wykonane są one z tkaniny bawełniano-wełnianej (wełna z merynosów). Występowały one w kolorach: naturalnym (niebarwionym), oliwkowym (OG-109) oraz brązowym (Brown 436). Koszulka wkładana jest przez głowę, z przodu zapinana na dwa guziki. Rękawy zakończone ściągaczem.

### Koszula i spodnie wełniane
Koszulę pochodzącą jeszcze z systemu M-51 wykonano z tkaniny wełnianej (o składzie 90% wełny i 10% nylonu) w kolorze oliwkowym. Posiada ona krój klasyczny, zapinana jest na sześć guzików. Posiada ona  dwie płaskie kieszenie na wysokości klatki piersiowej, nad prawą kieszenią naszyta jest taśma z nazwiskiem. Mankiety zapinane są również na guziki.
Do noszenia wraz z koszulą przewidziano spodnie wykonane z takiego samego materiału. Posiadały one dwie kieszenie wpuszczane w biodra oraz jedną z tyłu, która była zapinana na guzik.

### Kurtka polowa M65

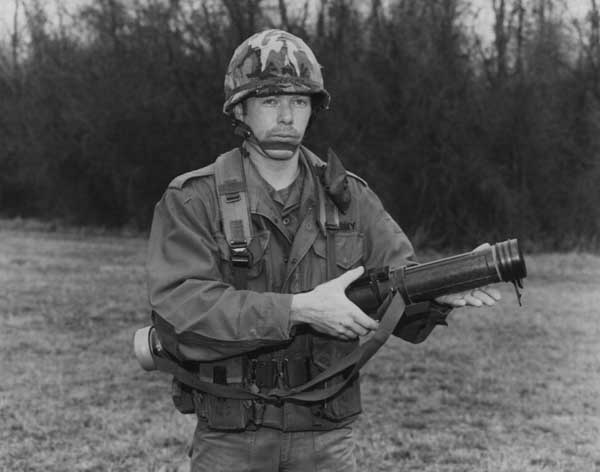
Żołnierz w kurtce M65. Rok 1981

Kurtka M65 była zasadniczym elementem systemu M65. Noszono ją na wełnianej koszuli M65 lub bluzie mundurowej (np. BDU).
W porównaniu do kurtki M51 nowsza M65 była dużym krokiem naprzód. Zamiast z bawełny wykonano ją z tkaniny NYCO zaimpregnowanej specjalnym środkiem Quarpel chroniącym przed wodą oraz niektórymi substancjami chemicznymi. Dzięki temu kurtka chroniła przed wiatrem oraz deszczem. Drastycznej zmianie uległ także krój. Zamiast wykładanego kołnierza zastosowano stójkę, wewnątrz której umieszczono integralny kaptur przeciwdeszczowy. Posiadała cztery kieszenie zapinane na napy. Cała kurtka zapinana była zamkiem błyskawicznym o długości ¾ całej kurtki, krytym wiatrochronem zapinanym napami. Początkowo zamki wykonane były ze stopu aluminium, w późniejszym okresie zastąpiono je na miedziane. W latach 90. XX wieku wprowadzono zamki plastikowe. W pasie oraz u dołu kurtki znajdowały się sznurki ściągające, które pozwalały dopasować kurtkę do sylwetki. Przy wszyciu rękawów, na łopatkach umieszczono specjalne zaszewki, które pozwalają na nieskrępowane ruchy rękami. Mankiety kurtki regulowane były za pomocą taśmy z rzepem, posiadają także trójkątne klapki, które można wysunąć dla dodatkowej ochrony dłoni przed zimnem. Oprócz integralnego kaptura, do kurtki można dopiąć ocieplany kaptur. Tej funkcji pozbawione są kurtki M65 w kamuflażu 3 Color Desert Pattern. Na ramionach wszyte były naramienniki.
Kurtka posiadała dopinaną (za pomocą guzików) podpinkę w kolorze oliwkowym (OG-106). Wykonano ją z nylonu w splocie rip-stop z wypełnieniem poliestrowym. W okolicach pach podpinka posiada dwa otwory ułatwiające odprowadzanie nadmiaru ciepła. Ponadto podpinka posiadała dodatkowe guziki, które pozwalają, aby nosić ją samodzielnie, np. na umundurowaniu.
Kurtki M65 występowały w trzech wariantach kolorystycznych:
- Olive Green (OG-107) – produkowane w latach 1966-1991
- Kamuflaż Woodland – produkowane w latach 1981-2005
- Kamuflaż 3 Color Desert Pattern – produkowane w latach 1989-1991

### Spodnie polowe M65
Spodnie M65 podobnie jak kurtkę M65 wykonano z tkaniny NYCO, choć istniały krótkie serie wykonane z mieszanki rayonu, czyli tzw. sztucznego jedwabiu oraz bawełny. Spodnie posiadały siedem kieszeni: dwie tylne, dwie wpuszczane w biodra, dwie cargo na udach (wyposażone w taśmy kompresyjne) oraz jedną małą kieszonkę wewnętrzną, ukrytą w okolicy pasa. Wszystkie kieszenie zapinane są na napy, z wyjątkiem kieszonki wewnętrznej, która zapinana jest na guzik. Spodnie zapinane były na jeden guzik, a rozporek zapinany był na zamek błyskawiczny. Regulacja w pasie odbywa się za pomocą dwóch klamer umieszczonych po bokach. Ze względu na przystosowanie spodni do stosowania podpinki nogawki są stosunkowo szerokie.
Do spodni przewidziane są szelki identyczne jak używane wcześniej do spodni M50 oraz podpinka nylonowa podpinka mocowana na guziki.
Spodnie M65 występowały w dwóch wariantach:
- Olive Green (OG-107) – produkowane w latach 1966-1990
- Kamuflaż Woodland – produkowane w latach 1981-1990

Zgodnie z regulaminem spodnie M65 noszono na bieliznę ocieplającą. Mankiety zależało wypuścić na buty i związać ściągaczem.

### Parka M65

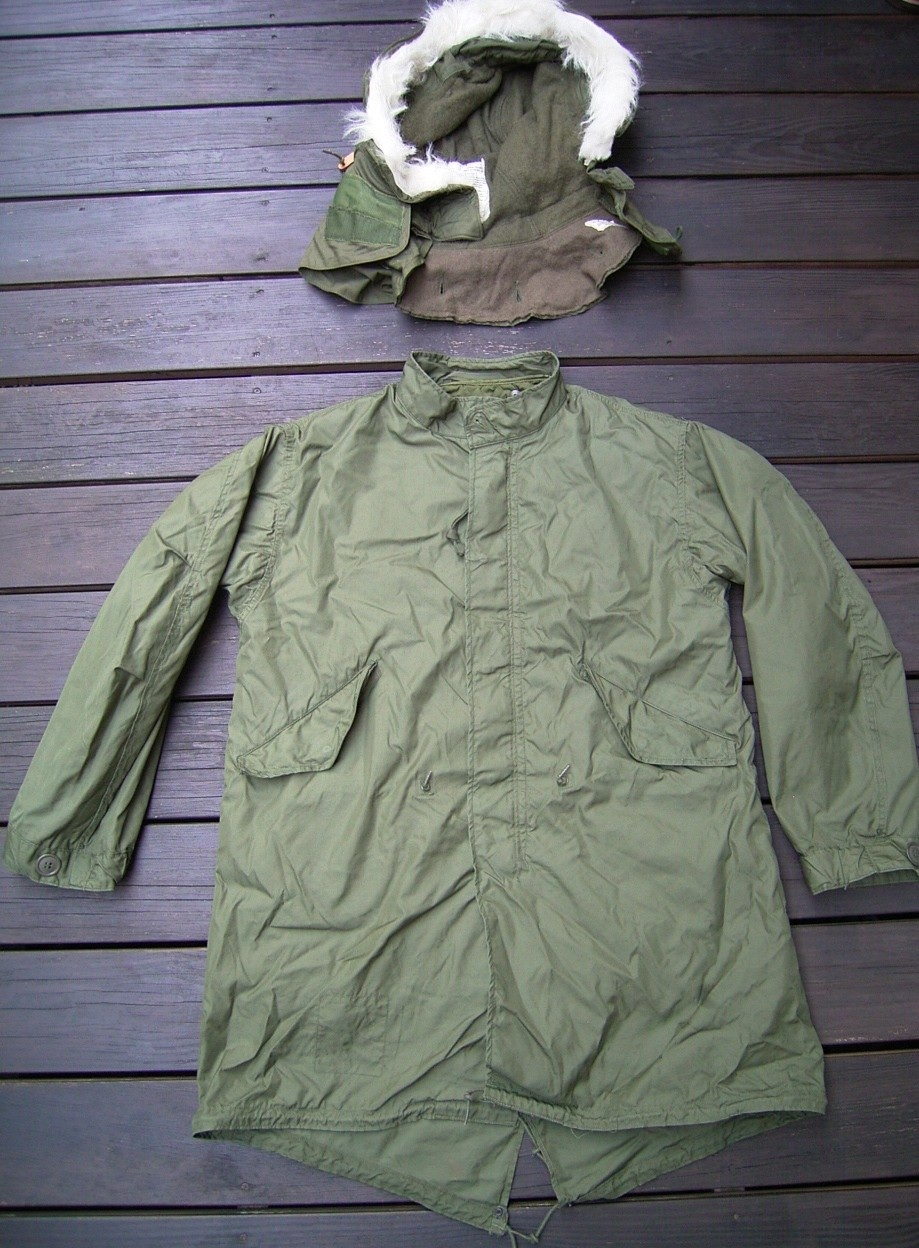
Parka M65 wraz z dopinanym kapturem

Parka M65 była w prostej linii następczynią starszej parki M51. Przeznaczona była na arktyczne warunki. Była to długa kurtka, sięgająca kolan przeznaczona do noszenia wraz z odpinanym, ocieplanym kapturem. Parka M65 wykonana była z cienkiej tkaniny NYCO, ponadto miała odpinaną podpinkę wykonaną tą samą technologią jak podpinka do kurtki M65. Parka zapinana była zamkiem błyskawicznym. Na wysokości pasa umieszczono dwie ocieplane kieszenie zapinane na patkę z napą. Parkę, u dołu można było podwiązać wokół ud na kształt kombinezonu.
Parka występowała w jednej wersji kolorystycznej – Olive Green (OG-107). Zgodnie z regulaminem noszono na kurtce M65.
Na podstawie parki M65 w latach 80. XX wieku opracowano parkę pustynną do noszenia w chłodne, pustynne noce. Wykonano ją w oryginalnym kamuflażu Desert Night Camouflage i noszono jako narzutka na zwykły mundur polowy. Parka pustynna posiadała także odpinaną podpinkę.

### Kaptur dopinany M65
Nowy kaptur M65 mimo podobnej konstrukcji był obszerniejszy od kaptura z parki M51. Umożliwiało to noszenie kaptura na hełmie. Regulacja odbywała się za pomocą dwóch ściągaczy z cienkiej linki – jeden odpowiada za obwód, drugi za głębokość. Zapinany natomiast był za pomocą dużego rzepa velcro. W krawędzi zaszyty był drut, który umożliwiał dopasowanie kaptura oraz zapobiegał opadaniu kaptura na twarz. Początkowo kaptury M65 obszywano naturalnym futrem zwierzęcym, ale od lat 70. XX wieku rozpoczęto stosowanie sztucznego, białego futra.

### Rękawice arktyczne
Do ochrony dłoni przed zimnem podczas operowania w warunkach arktycznych przeznaczono rękawice arktyczne. Wykonane są one z trzech rodzajów materiałów: żółtej skóry (część chwytna), sztucznego futra (część wierzchnia) oraz materiału w kolorze Olive Green lub w wersjach późniejszych w kamuflażu Woodland (mankiet).
Do rękawic stosowano wkład ocieplający wykonany podobną technologią jak podpinki do kurtki M65 oraz pokrowce maskujące w kolorze białym.

### Rękawice strzeleckie
Rękawice strzeleckie z systemu M65 były zmodernizowaną wersją rękawic M48. Rękawice długością sięgają przedramienia i posiadają 3 palce (kciuk, wskazujący i reszta). Na wysokości nadgarstka umieszczono ściągacz z klamrą, a mankiet zakończono elastycznym ściągaczem. Do docieplenia rękawic służyły wkładki wykonane z zielonej wełny.
Rękawice występowały w kolorze Olive Green oraz w kamuflażu Woodland.

### Czapka zimowa pod hełm
Ta czapka została opracowana do noszenia podczas silnych mrozów pod hełmem M1 i PASGT, jednakże można ją nosić samodzielnie. Kształtem czapka ta przypomina pilotkę. Zewnętrzne poszycie wykonano z tkaniny NYCO, wewnętrzne natomiast z miękkiego filcu. W nausznikach umieszczono perforację w celu poprawienia słyszalności.
Czapka zimowa pod hełm występowała w dwóch wariantach kolorystycznych: Olive Green oraz Woodland.

### Narzutki zimowe

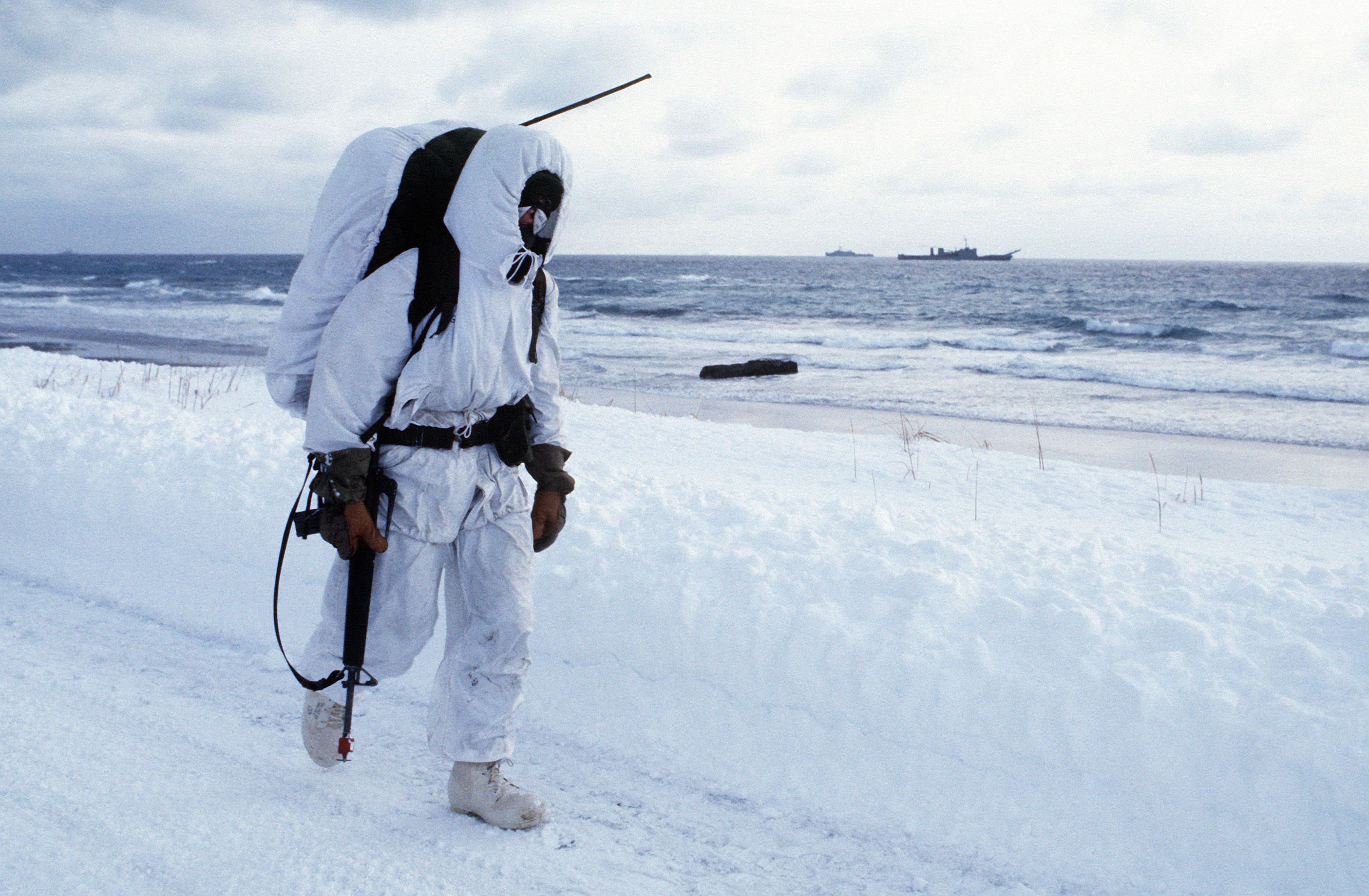
Ćwiczenia KERNEL POTLATCH 1987. Marines wykorzystuje białą narzutkę maskującą

Do maskowania w warunkach śnieżnej zimy wykorzystywano narzutki maskujące: parkę  (M-50) oraz spodnie (M-65). Narzutki wykonywane były z trzech rodzajów materiału: mieszanka bawełny i nylonu w stosunku 80/20, mieszanka bawełny i nylonu w stosunku 50/50 oraz z czystego nylonu. Narzutki zimowe wykorzystano również po wycofaniu systemu M65 wraz z systemem ECWCS.
Parka jest luźna, tak, aby można było ją nosić na parce M65. Posiadała ona stały kaptur oraz dwie przelotowe kieszenie, umożliwiające korzystanie z kieszeni kurtki, na której noszona jest narzutka.
Drugim elementem była narzutka na spodnie M65. Spodnie posiadają dwie przelotowe kieszenie w okolicy pasa oraz jedną kieszeń z tyłu. Do spodni przewidziano dodatkową, nylonową podpinkę, nieco odmienną od podpinki do spodni M65.
W latach 80. XX wyprodukowano niewielką serię narzutek o identycznej budowie, jednakże w kamuflażu Woodland. Wzór ten się nie przyjął i zaprzestano produkcji.